# Rio Salmon
O Rio Salmon é um rio dos Estados Unidos, no estado do Idaho, afluente da margem direita do rio Snake, com 650 km de comprimento. Nasce nas Montanhas do rio Salmon, corre na direcção norte e oeste e desagua no seu colector, a sul de Lewiston.